# Odzoun
Odzoun (en arménien Օձուն ; anciennement Babajan) est une communauté rurale du marz de Lorri en Arménie. Comprenant également la localité d'Amoj, elle compte 5 889 habitants en 2008.
Elle abrite un site architectural datant vraisemblablement des Ve et VIIIe siècles. L'une des particularités de ce site est le monument funéraire, composé de deux stèles qui sont enchâssées dans des arcades reposant sur un socle à degré. L'église d'Odzoun, en forme de croix inscrite, a été édifiée au VIIIe siècle. Il existe également une autre église, à nef unique, dans le nord du village, Djiranavor Djaghkavank, en ruine.